# Ponta do Sol
Ponta do Sol là một huyện thuộc Vùng tự trị Madeira, Bồ Đào Nha. Huyện này có diện tích 47 km², dân số thời điểm năm 2001 là 8125 người.